# Грунский 2-й
Грунский 2-й (баш. 2-се Грунский) — деревня в Благовещенском районе Республики Башкортостан Российской Федерации. Входит в состав Богородского сельсовета. 

## География

### Географическое положение
Расстояние до:
- районного центра (Благовещенск): 35 км,
- центра сельсовета (Богородское): 7 км,
- ближайшей ж/д станции (Загородная): 55 км.

## История
Починок был образован в 1907 году переселенцами из Котельнического уезда Вятской губернии, а также местными крестьянами  (из Уфимского уезда). Выступая единым земельным товариществом, крестьяне купили землю у владелицы Л.Н. Грунской при содействии Крестьянского поземельного банка - всего 63 десятины. Первоначально было 5 дворов и 24 человека. в 1913  году было уже 6 хозяйств (одно беззмельное) и 38 человек. Зажиточных крестьян как таковых не было, двое хозяев имели от 15 до 20 десятин земли и засевали более 10 десятин пашни. Скотины у всех было мало,  только один хозяин держал двух  рабочих лошадей. Сельского общества  2-й Грунской починок не образовывал. Среди крестьян починка были Суздалевы, Кривошеины, Веревкины. 
В 1917 году насчитывалось 5 домохозяйств  и 29 человек. В 1920 году в починке было зафиксировано 6 домохозяйств и 33 человека, в том числе 20 украинцев (возможно беженцы). В 1930-е - 1950-е годы поселок входил в состав Нолинского сельского, в более позднее время - в состав Богородского сельсовета. Во время коллективизации поселок вошел в колхоз имени Буденного, в 1960 году - в колхоз имени Фрунзе. 

## Население
| 2002 | 2009 | 2010 |
| ---- | ---- | ---- |
| 4    | ↘3   | ↘0   |

Согласно переписи 2002 года, преобладающая национальность — русские (100 %).
В 1939 году в поселке насчитывалось 72 человека, в 1969 - 89, в 2000 - только 2 человека.